# Discours du Zeitenwende
 (janvier 2024).
La mise en forme du texte ne suit pas les recommandations de Wikipédia : il faut le « wikifier ».
Les points d'amélioration suivants sont les cas les plus fréquents. Le détail des points à revoir est peut-être précisé sur la page de discussion.
- Les titres sont pré-formatés par le logiciel. Ils ne sont ni en capitales, ni en gras.
- Le texte ne doit pas être écrit en capitales (les noms de famille non plus), ni en gras, ni en italique, ni en « petit »…
- Le gras n'est utilisé que pour surligner le titre de l'article dans l'introduction, une seule fois.
- L'italique est rarement utilisé : mots en langue étrangère, titres d'œuvres, noms de bateaux, etc.
- Les citations ne sont pas en italique mais en corps de texte normal. Elles sont entourées par des guillemets français : « et ».
- Les listes à puces sont à éviter, des paragraphes rédigés étant largement préférés. Les tableaux sont à réserver à la présentation de données structurées (résultats, etc.).
- Les appels de note de bas de page (petits chiffres en exposant, introduits par l'outil «  Source ») sont à placer entre la fin de phrase et le point final[comme ça].
- Les liens internes (vers d'autres articles de Wikipédia) sont à choisir avec parcimonie. Créez des liens vers des articles approfondissant le sujet. Les termes génériques sans rapport avec le sujet sont à éviter, ainsi que les répétitions de liens vers un même terme.
- Les liens externes sont à placer uniquement dans une section « Liens externes », à la fin de l'article. Ces liens sont à choisir avec parcimonie suivant les règles définies. Si un lien sert de source à l'article, son insertion dans le texte est à faire par les notes de bas de page.
- La présentation des références doit suivre les conventions bibliographiques. Il est recommandé d'utiliser les modèles {{Ouvrage}}, {{Chapitre}}, {{Article}}, {{Lien web}} et/ou {{Bibliographie}}. Le mode d'édition visuel peut mettre en forme automatiquement les références.
- Insérer une infobox (cadre d'informations à droite) n'est pas obligatoire pour parachever la mise en page.

Pour une aide détaillée, merci de consulter Aide:Wikification.
Si vous pensez que ces points ont été résolus, vous pouvez retirer ce bandeau et améliorer la mise en forme d'un autre article.

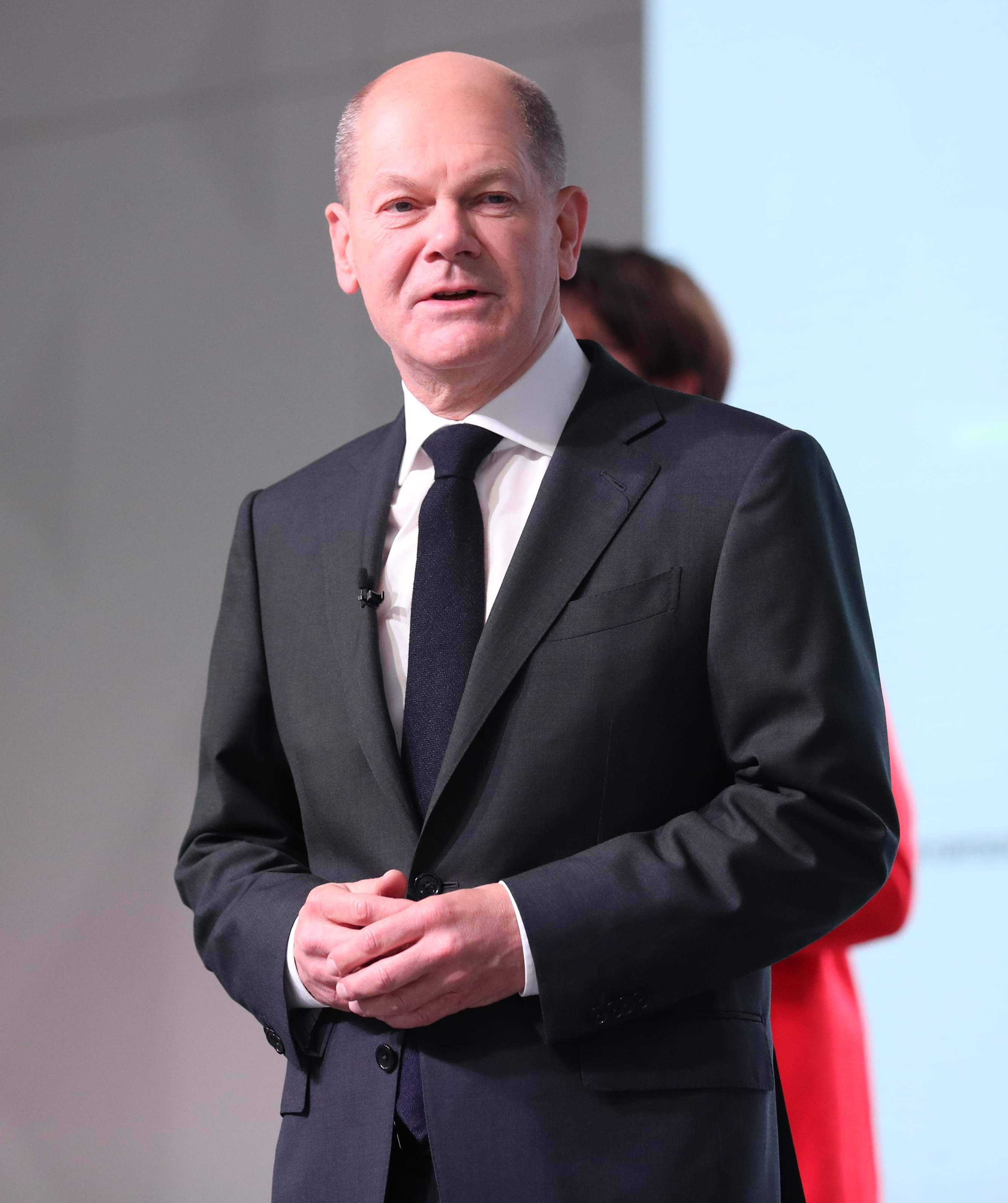
Olaf Scholz, photographié environ deux mois avant de prononcer le discours du Zeitenwende

Le discours du Zeitenwende est un discours prononcé devant le Bundestag par Olaf Scholz, le chancelier fédéral allemand, le 27 février 2022, en réaction à l’invasion à grande échelle de l’Ukraine par la Russie, déclenchée le 24 février.
Scholz décrit cette attaque comme un « tournant historique » (en allemand : Zeitenwende, littéralement : « les temps tournent »), faisant référence au passage d'une époque ou d'une ère à une autre et annonce qu'en réponse, son gouvernement mobilisera 100 milliards d'euros pour augmenter considérablement les dépenses militaires, revenant ainsi sur la longue tradition d'une politique de défense prudente de la part de l'Allemagne.
Le discours de Scholz est bien accueilli par la plupart des personnalités politiques allemandes et internationales et est soutenu par le chef de l'opposition Friedrich Merz. La presse salue le contenu politique du discours, The Economist lui attribuant le mérite d'avoir facilité la modification de positions maintenues de longue date dans la politique et la société. Patrick Wintour, du Guardian, écrit que Scholz a annoncé un « changement de cap à 180 degrés ».

## Contexte
Au cours des premiers mois de 2022, la fédération de Russie a rassemblée une présence militaire d’environ 150 000 soldats près de la frontière ukrainienne tout en exigeant que l'OTAN prenne l'engagement de ne pas admettre l’Ukraine parmi les membres de l'alliance. Les gouvernements occidentaux ont rejeté cette demande et ont réagi en augmentant leur aide militaire à l’Ukraine. L'Allemagne, dont le gouvernement était dirigé par le chancelier fédéral récemment élu Olaf Scholz, a été critiquée pour son approche prudente face à la crise. Les critiques portaient en particulier sur le refus de Scholz de préciser si la certification du gazoduc Nord Stream 2, reliant la Russie au Land allemand de Poméranie occidentale, et financé par le groupe énergétique russe Gazprom, serait suspendue en cas d'offensive russe de grande ampleur contre l'Ukraine. Le 15 février, Scholz a tenu à Moscou des discussions avec le président russe Vladimir Poutine. La visite de Scholz a été interprétée par certains commentateurs comme un signe de faiblesse allemande vis-à-vis de la Russie. Le 22 février, Scholz annonça que son gouvernement empêcherait la certification du pipeline après que Poutine ait ordonné aux troupes d'entrer de l'est de l'Ukraine.
Le 24 février 2022, la Russie lance une invasion à grande échelle de l’Ukraine depuis ses positions dans le sud de la Russie et en Biélorussie. L'invasion fut décrite par Poutine comme une « opération militaire spéciale » visant à aider la République populaire de Donetsk et la République populaire de Louhansk, deux entités séparatistes de la région ukrainienne du Donbass n'étant pas sous le contrôle effectif du gouvernement ukrainien et non reconnues internationalement, qui avaient demandé l'assistance de la Russie. Les dirigeants occidentaux ont sévèrement condamné cette attaque.

## Discours du 27 février
Le 27 février, Scholz s'adressa au Bundestag, la chambre basse du parlement allemand, pour exposer la réaction de son gouvernement à l'invasion de l'Ukraine par la Russie. Il a annoncé une restructuration fondamentale de la prudente politique de défense du pays. Scholz s'engagea à créer un fonds extraordinaire de 100 milliards d'euros qui sera investi dans la modernisation des forces armées allemandes, la Bundeswehr. Il a également promis que les dépenses de défense dépasseraient 2 % du produit intérieur brut (PIB), un objectif que se sont donné les membres de l'OTAN auquel le Parti social-démocrate allemand (SPD) de Scholz s'était traditionnellement opposé. Scholz justifia son abandon de la politique de défense par la menace que représente la Russie pour la paix en Europe. Il a qualifié la nouvelle situation politique du continent européen de "tournant historique" (Allemand : Zeitenwende, littéralement "les temps tournent"), déclarant :

« Wir erleben eine Zeitenwende. Und das bedeutet: Die Welt danach ist nicht mehr dieselbe wie die Welt davor. Im Kern geht es um die Frage, ob Macht das Recht brechen darf, ob wir es Putin gestatten, die Uhren zurückzudrehen in die Zeit der Großmächte des 19. Jahrhunderts, oder ob wir die Kraft aufbringen, Kriegstreibern wie Putin Grenzen zu setzen. Das setzt eigene Stärke voraus. »

« Nous vivons un changement d’époque. Et cela signifie : le monde d’après n’est plus pareil que le monde d’avant. Au fond, il s’agit de savoir si la force peut transgresser le droit. Si nous permettons à Poutine de remonter les horloges jusqu’au temps des grandes puissances du XIXe siècle. Ou si nous trouvons l’énergie d’imposer des limites aux fauteurs de guerre comme Poutine. Cela présuppose d’avoir soi-même de la force. »

## Changements de politiques et actions
En plus des augmentations des crédits budgétaires allemandes pour les dépenses de défense afin d'atteindre l'objectif de 2 % du PIB mentionné dans le discours de Scholz, en septembre 2022, l'Allemagne avait envoyé « 30 chars anti-aériens Gepard, 10 obusiers Panzerhaubitze 2000 et trois lance-roquettes multiples MARS, ainsi que diverses armes plus légères », pour soutenir l'Ukraine. Cependant, le gouvernement a continué à retarder la fourniture d'armes lourdes, résistant aux pressions de l'opposition visant à fournir des chars de combat Leopard et des véhicules de combat d'infanterie Marder de fabrication allemande. Le 5 janvier 2023, Scholz ai partiellement revenu sur cette position : il a publié un communiqué de presse conjoint avec Joe Biden, le président des États-Unis, annonçant que leurs pays fourniraient respectivement à l'Ukraine des véhicules de combat Marders et Bradley. Scholz s'est également engagé à envoyer un système de défense aérienne Patriot en réaction aux attaques continues de la Russie contre les infrastructures critiques de l'Ukraine.
Au cours des premières semaines de 2023, la pression sur le gouvernement fédéral allemand augmenta pour qu’il approuve la fourniture de chars de combat Leopard. Après que la Pologne a déclaré qu'elle déposerait une demande auprès de l'Allemagne pour obtenir l'autorisation d'exporter de 14 chars Léopard vers l'Ukraine, le porte-parole du gouvernement a annoncé le 25 janvier que l'Allemagne accéderait aux demandes d'exportation d'autres États et que 14 chars Léopards seraient envoyés en Ukraine à partir de l'inventaire des forces armées allemandes.

## Réception

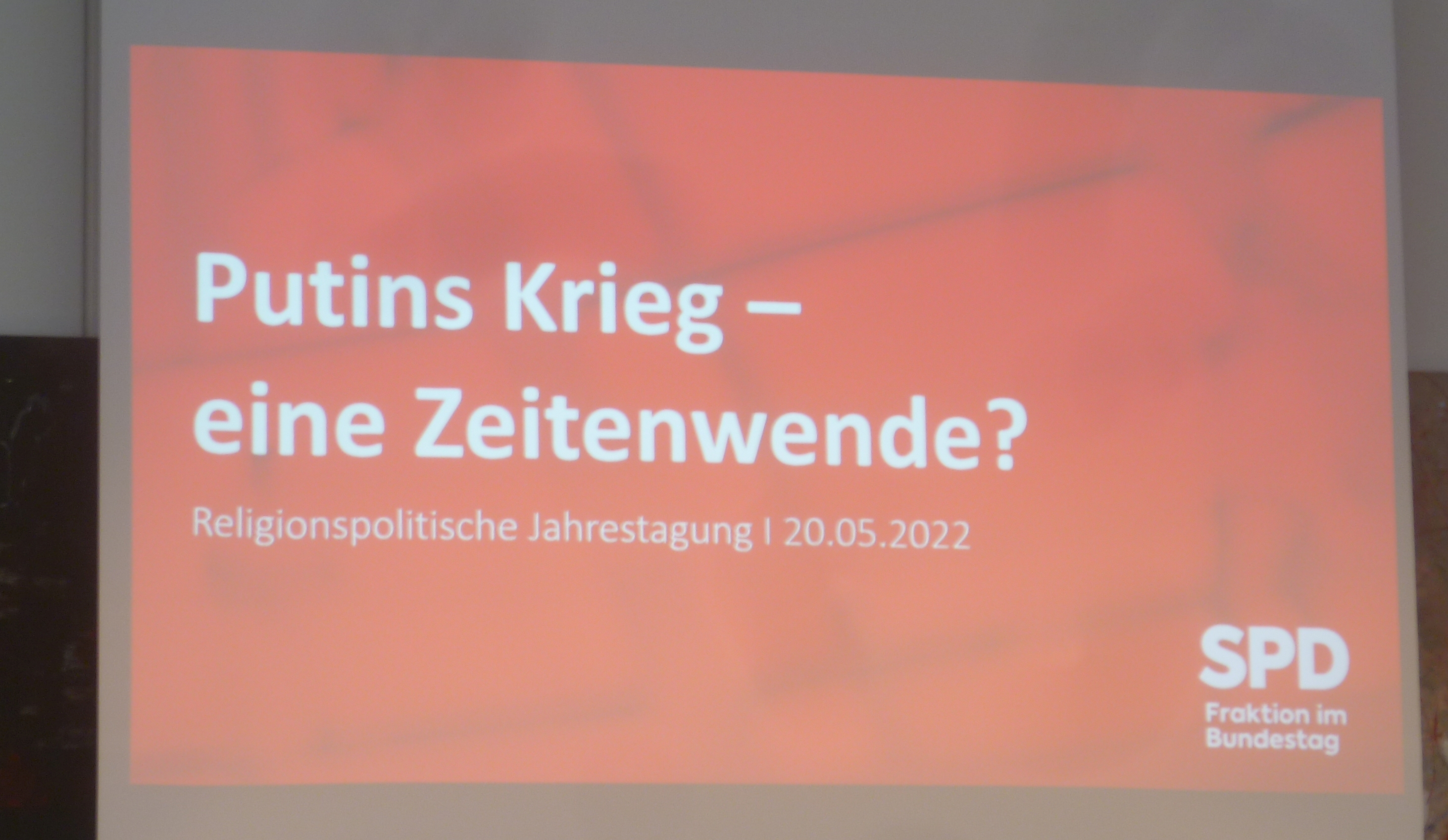
Diapositive d'une présentation lors de la conférence annuelle du parti SPD en 2022, intitulée « La guerre de Poutine – un tournant historique ? »

Le discours a été accueilli positivement par la plupart des personnalités politiques allemandes et internationales. Le Bundestag a adopté une motion condamnant les actions du gouvernement russe avec le soutien de tous les partis à l'exception de La Gauche et d'Alternative pour l'Allemagne (AfD). Friedrich Merz, le chef de l'opposition Union chrétienne-démocrate d'Allemagne (CDU), s'est engagé à soutenir le programme de défense de Scholz, tout en qualifiant de pro-russe l'attitude antérieure du parti du chancelier. Robert Habeck, ministre de l'Économie, a approuvé la nouvelle politique et a reconnu les erreurs commises par l'Allemagne dans l'évaluation précédente qu'elle avait fait de la Russie. Jens Stoltenberg, secrétaire général de l'OTAN, a salué le nouvel engagement de l'Allemagne en faveur de la sécurité collective, qualifiant les promesses de Scholz d'« investissement significatif dans la sécurité et la liberté de nos nations ». Selon un sondage, 78 % des Allemands soutiennent les politiques proposées.
Même si le parti partageait la condamnation de la Russie par Scholz, le parti La Gauche critiqua le projet d'augmentation des dépenses militaires. La présidente du parti, Amira Mohamed Ali, a accusé le chancelier de s'engager dans une course aux armements qui s'avérerait préjudiciable à la sécurité internationale. Alice Weidel, de l'AfD, contredit Scholz et affirma que l'OTAN avait commis une « erreur historique » en « offossant la Russie » avec la possibilité d'une adhésion de l'Ukraine. Alors que Scholz s’opposait au transfert d’armes lourdes vers l’Ukraine, certains membres de la coalition gouvernementale ont commencé à contester l'action du chancelier devant le Parlement.
Dans The Guardian, Patrick Wintour a décrit les propositions de Scholz comme un « changement de cap à 180 degrés » et a écrit que l'Allemagne était devenue « non seulement une puissance économique mais aussi une puissance géopolitique » du jour au lendemain. Sergey Lagodinsky, député au Parlement européen, a soutenu qu'en plus de ses dépenses militaires accrues, l'Allemagne devait apprendre à manier l'intervention militaire comme outil de politique étrangère. Il considère les liens énergétiques étroits entre ce pays et la Russie comme « l'une des plus grandes erreurs stratégiques des 20 dernières années ». En août 2022, The Economist a attribué au discours du Zeitenwende le mérite d’avoir facilité la modification de positions maintenues de longue date dans la politique et la société allemande. Le journal estime que « l'Allemagne a désormais le potentiel pour devenir un pays capable de s'affirmer en utilisant ses forces armées ». Il lie également le nouveau programme de défense de Scholz à une nouvelle politique énergétique qui pourrait voir l'Allemagne devenir moins dépendante du gaz russe, un scénario qu'il décrit comme « l'un des plus grands regrets [potentiels] de Vladimir Poutine ».
Le mot Zeitenwende est devenu un slogan politique au lendemain du discours et a été choisi comme mot allemand de l'année 2022.
À l'occasion de l'anniversaire du discours, certains ont critiqué le décalage perçu entre les paroles de Scholz et les actions qui en ont déroulées. Le ministre-président de Bavière, Markus Söder, a critiqué Scholz en déclarant que « tout le monde parle de Zeitenwende, mais jusqu'à présent, nous n'avons vu que Zeitlupe [au ralenti] ». Matthew Karnitschnig de Politico a commenté qu '« il est devenu clair que la meilleure façon de décrire le slogan tant médiatisé de Scholz est d'utiliser un américanisme brutal : des conneries [bullshit] ». Confronté aux critiques similaires de Fareed Zakaria de CNN, Scholz a mis l'accent sur l'aide de l'Allemagne à l'Ukraine et le découplage réussi de la dépendance énergétique vis-à-vis de la Russie, tout en déclarant qu'il « est absolument clair que nous atteindrons 2 % du PIB [en dépenses militaires] » et que le démarrage des dépenses militaires nécessaires la production prend du temps.